# Capioví
Capioví är en ort i Argentina.   Den ligger i provinsen Misiones, i den nordöstra delen av landet, 900 km norr om huvudstaden Buenos Aires. Capioví ligger 184 meter över havet och antalet invånare är 5 860.
Terrängen runt Capioví är platt, och sluttar västerut. Närmaste större samhälle är Puerto Rico, 15,3 km norr om Capioví.
I omgivningarna runt Capioví växer i huvudsak städsegrön lövskog. Runt Capioví är det ganska glesbefolkat, med 32 invånare per kvadratkilometer.